# قشرة أنف
القشرة الأنفية هي القشرة المحيطة بالشق الأنفي، بما في ذلك القشرة الشمية الداخلية والقشرة المحيطة بالأنف. وهي منطقة قشرية في الفص الصدغي الأوسط تتكون من باحات برودمان 28 و34 و35 و36.
تتدفق المدخلات من جميع القشرة الحسية إلى القشرة المحيطة بالأنف والحصين، حيث تستمر إلى القشرة الشمية الداخلية ثم الحصين. بعد ردود الفعل من الحصين، تعود المعلومات بعد ذلك في تسلسل عكسي إلى القشرة الحسية.

## ذاكرة صريحة
يُقترح أن تكون القشرة الأنفية جزءاً من الشبكة العصبية للذاكرة الصريحة.
وجدت الدراسات التي قارنت نتائج الآفات الانتقائية للحصين وقشرة الأنف أن آفات الحصين وحدها لم تضعف الأداء في اختبارات التعرف على الأشياء، ولكن آفات قشرة الأنف وحدها تسببت في فقدان الذاكرة التقدمي والرجعي في هذه الاختبارات. كان الاستنتاج أن التعرف على الأشياء (الذاكرة الدلالية) يعتمد على قشرة الأنف.

## روابط خارجية
- http://thebrain.mcgill.ca/flash/i/i_07/i_07_cr/i_07_cr_tra/i_07_cr_tra_2b.jpg للحصول على صورة لقشرة الأنف وموقعها.